# Wulfilopsis
Wulfilopsis is een geslacht van spinnen uit de  familie van de Anyphaenidae (buisspinnen).

## Soorten
- Wulfilopsis frenata (Keyserling, 1891)
- Wulfilopsis leopoldina Brescovit, 1997
- Wulfilopsis martinsi Brescovit, 1997
- Wulfilopsis pygmaea (Keyserling, 1891)
- Wulfilopsis tenuipes (Keyserling, 1891)
- Wulfilopsis tripunctata (Mello-Leitão, 1947)